# False Bay, South Australia
False Bay är en vik i Australien. Den ligger i delstaten South Australia, omkring 230 kilometer norr om delstatshuvudstaden Adelaide.
Genomsnittlig årsnederbörd är 407 millimeter. Den regnigaste månaden är maj, med i genomsnitt 71 mm nederbörd, och den torraste är oktober, med 9 mm nederbörd.